# Kuźnica Żelichowska (gromada)
Kuźnica Żelichowska – dawna gromada, czyli najmniejsza jednostka podziału terytorialnego Polskiej Rzeczypospolitej Ludowej w latach 1954–1972.
Gromady, z gromadzkimi radami narodowymi (GRN) jako organami władzy najniższego stopnia na wsi, funkcjonowały od reformy reorganizującej administrację wiejską przeprowadzonej jesienią 1954 do momentu ich zniesienia z dniem 1 stycznia 1973, tym samym wypierając organizację gminną w latach 1954–1972.
Gromadę Kuźnica Żelichowska z siedzibą GRN w Kuźnicy Żelichowskiej utworzono – jako jedną z 8759 gromad na obszarze Polski – w powiecie pilskim w woj. poznańskim, na mocy uchwały nr 38/54 WRN w Poznaniu z dnia 5 października 1954. W skład jednostki weszły obszary dotychczasowych gromad Dębogóra i Żelichowo ze zniesionej gminy Dzierżążno Wielkie oraz obszary dotychczasowych gromad Kuźnica Żelichowska i Przesieki ze zniesionej gminy Kuźnica Żelichowska w tymże powiecie. Dla gromady ustalono 12 członków gromadzkiej rady narodowej.
1 stycznia 1959 powiat pilski przemianowano na trzcianecki.
31 grudnia 1971 gromadę zniesiono, a jej obszar włączono do gromad: Dzierżążno Wielkie (miejscowość Dębogóra) i Krzyż (miejscowości Kuźnica Żelichowska, Przysieki i Żelichowo) w tymże powiecie.